# Vampulan Urheilijat
Vampulan Urheilijat är en sportklubb från Vittis, Finland, grundad 1946. Klubben har (2022) aktivitet i volleyboll, skidåkning, frisbeegolf, styrketräning och friidrott. Klubbens damlag i volleyboll (LP Vampula Huittinen) började sin verksamhet i början av 2000-talet. De gick snabbt igenom seriesystemet och spelar i FM-ligan samt har deltagit i europeiska cuper (CEV Cup 2020–2021 och CEV Challenge Cup 2019–2020).